# Manuel Obligado
Manuel Obligado (Buenos Aires, 27 de noviembre de 1838 - Santa Fe, 26 de mayo de 1896) fue un militar y político argentino, que participó en las últimas guerras civiles de su país, y en la conquista de la región chaqueña. Fue el primer gobernador del Territorio Nacional del Chaco, desde la Organización de los Territorios Nacionales (Ley 1532), desde el 25 de noviembre de 1884 al 11 de marzo de 1887.

## Biografía
Sobrino del después gobernador Pastor Obligado, se enroló en el ejército del Estado de Buenos Aires en el año 1852, para participar en la defensa de la ciudad de Buenos Aires durante el sitio que le impuso el general federal Hilario Lagos. Más tarde prestó servicios en la frontera de Salto y Junín.
Luchó en Cepeda y Pavón, y formó parte de las tropas porteñas de ocupación de la provincia de Santa Fe. Vuelto a Buenos Aires, fue secretario del Ministerio de Guerra.
Participó en las primeras batallas de la Guerra del Paraguay, antes de regresar a la guarnición en Santa Fe. En 1867 participó en la represión de la Revolución de los Colorados, y poco después luchó contra el último intento del general correntino Nicanor Cáceres, que defendía al gobernador constitucional de su provincia; Obligado favoreció a los revolucionarios. Más tarde, a órdenes del general Juan Andrés Gelly y Obes, participó en la guerra contra el caudillo y gobernador entrerriano Ricardo López Jordán.
En 1870 fue puesto al mando general de toda la frontera con los indígenas de la región chaqueña Chaco. Ayudó a establecer colonias agrícolas en Santa Fe y Córdoba. En abril de 1872 fundó la actual ciudad de Reconquista. Ese mismo año se había fundado la Gobernación del Chaco o Territorio Nacional del Gran Chaco, de la cual fue comandante militar.
En 1874 apoyó desde su sede en Goya la candidatura de Adolfo Alsina a la presidencia. Al estallar la revolución mitrista de ese año, dirigió la represión contra su rama correntina, dirigida por Plácido Martínez.
En 1879 dirigió una campaña militar de exploración del Chaco, recorriendo 750 km, pero sin combatir contra los indígenas.
En 1881 pasó a la frontera del Chaco. Cuando, en 1884, la Gobernación del Chaco fue dividida entre el Territorio Nacional de Formosa y el Territorio Nacional del Chaco, Obligado fue el primer gobernador del segundo, Territorio Nacional del Chaco. Ejerció ese cargo hasta 1887.
Luego fue subsecretario del Ministerio de Guerra, e inspector general de caballería. Fue transferido a Santa Fe, como jefe de una brigada del Ejército Argentino.
Falleció en la casa del gobernador de la provincia de Santa Fe, Luciano Leiva, en 1896. Sus restos yacen en un mausoleo en la Plaza 25 de Mayo de la ciudad de Reconquista.